# さすらいのカウボーイ
さすらいのカウボーイ（en:The Hired Hand)は、1971年に公開されたアメリカ合衆国の西部劇映画。
監督ピーター・フォンダ。脚本アラン・シャープ。 出演ピーター・フォンダ、ウォーレン・オーツ、ヴァーナ・ブルーム。撮影ヴィルモス・スィグモンド。
公開当初は酷評を受け、興行的に失敗した。1973年に拡大版をNBCで放映されたが注目されなかった。2001年に完全に復元されたVERを各映画祭で上映され批評家の高い評価を受け再評価が進んだ。サンダース・チャンネルからDVDが販売され、現在では古典的な西部劇と評されている。

## あらすじ
ハリー・コリングスとアーチ・ハリスの２人は、アメリカ南西部の各地を 7 年間さまよった後、かなりくたびれ果てた流れ者(saddle tramps)。仲間にしたまだ若いダン・グリフェンと連れ立って、デル・ノルテの町に立ち寄る。ここは辺境の真っ只中の今にも潰れそうな町で、糞ったれなマクベイ一味によって仕切られている。
コリングスが、数年前に別れた妻のところに戻ることにした、とハリスとグリフェンに伝えたところ、彼らは仕事
ハリスとグリフェンは、コリングスが数年前に捨ててきた妻に戻ることにしたことを突然知らせたとき、仕事を探すためにカリフォルニアに旅行することについて話し合っています。グリフェンは二人をバーに残して物資を買いに行く。
数人の町の悪党が、全くくだらない理由からグリフェンを撃ち殺す。コリングスとハリスは逃げ出すが、夜になると町に戻ってくる。コリングスはマクベイの足を撃ち、彼を不具にする。
数100マイル離れた昔の家に戻ったものの、コリンズは妻のハンナに冷たくあしらわれる。
そこに留まるのを許してもらうため、彼は、シンプルに「雇われ者」(hired hand:本映画の英語の原題)として働くことを申し出る。ハンナは、同意し、すぐに彼に仕事を与える。長年の音沙汰なしの間に生まれた感情の齟齬や不安も徐々に消え、２人は再び良い関係を取り戻し始める。コリングスはようやく身を落ち着ける気になったが、ハリスは「海が見たい」といって２人のもとを去る。
そこへ、マクベイと彼のならず者の一団が彼の生活をぶち壊しにやってくる。彼らが、相棒のハリスを誘拐したことを知ったコリンズは、今度は相棒を救い出すために再びハンナのもとを去る。マクベイの一味との壮絶な銃撃戦で、悪党どもは全員殺され、コリンズも致命的な負傷をする。ハリスは、１人ハンナの家へと馬で向かう。

## キャスト
| 役名        | 俳優                 | 日本語吹替                               |
| 役名        | 俳優                 | 日本テレビ版                             |
| ----------- | -------------------- | ---------------------------------------- |
| ハリー      | ピーター・フォンダ   | 山田康雄                                 |
| アーチ      | ウォーレン・オーツ   | 富田耕生                                 |
| ハンナ      | ヴァーナ・ブルーム   | 牧野和子                                 |
| ダン        | ロバート・プラット   | 曾我部和行                               |
| ルーク      | テッド・マークランド | 小関一                                   |
| メイス      | オーウェン・オア     | 徳丸完                                   |
| ウィル      | グレイ・ジョンソン   | 笹岡繁蔵                                 |
| ジェニー    | ミーガン・デンバー   | 川島千代子                               |
| 不明 その他 |                      | 平林尚三 村松康雄 加藤正之 糸博 戸部光代 |
|             |                      |                                          |
| 演出        | 演出                 | 壷井正                                   |
| 翻訳        | 翻訳                 | 大野隆一                                 |
| 効果        | 効果                 | PAG                                      |
| 調整        | 調整                 | 坂巻四郎                                 |
| 制作        | 制作                 | グロービジョン                           |
| 解説        |                      |                                          |
| 初回放送    | 初回放送             | 1977年6月11日 『土曜映画』 14:30-16:00   |